# Northern History
Northern History é um periódico acadêmico da história dos condados do norte da Inglaterra. Foi publicado pela primeira vez em 1966, sob os auspícios da Escola de História da Universidade de Leeds. É indexado pelo Scopus. O editor fundador da revista era GCF Forster e ele se aposentou da revista após a publicação da edição 53.2. Em 1997, SJD Green (Professor de História Moderna da Universidade de Leeds) ingressou como co-editor. Em 2016, a equipe editorial mudou para: SJD Green, Julia Barrow FBA (professora de estudos medievais) e Stephen Alford (professora de história britânica moderna). A revista está atualmente publicada pela Routledge.

O objetivo do periódico é publicar trabalhos acadêmicos sobre a história dos sete condados históricos do norte da Inglaterra: Cheshire, Cumberland, Durham, Lancashire, Northumberland, Westmorland e Yorkshire. Desde que foi lançado, sempre foi um periódico de referência, atraindo artigos sobre assuntos do norte de historiadores em muitas partes do mundo. 